# Burnham Thorpe
Burnham Thorpe är en ort och civil parish i Storbritannien.   Den ligger i grevskapet Norfolk och riksdelen England, i den sydöstra delen av landet, 170 km norr om huvudstaden London. Burnham Thorpe ligger 9 meter över havet och antalet invånare är 168.
Terrängen runt Burnham Thorpe är platt. Havet är nära Burnham Thorpe norrut. Runt Burnham Thorpe är det ganska tätbefolkat, med 104 invånare per kvadratkilometer. Närmaste större samhälle är Fakenham, 13,4 km sydost om Burnham Thorpe. Trakten runt Burnham Thorpe består till största delen av jordbruksmark.